# Polnische Meisterschaften im Biathlon 2005
Die 39. Polnischen Meisterschaften im Biathlon fanden vom 30. März bis zum 2. April 2005 in Kiry statt. Ausgetragen wurden sowohl bei den Männern als auch bei den Frauen Wettbewerbe im Sprint, der Verfolgung und im Einzel. Tomasz Sikora bei den Männern und Magdalena Gwizdoń wurden Doppelmeister.

## Männer

### Sprint – 10 km
| Platz | Starter             | Verein              | Zeit     | Schießfehler |
| ----- | ------------------- | ------------------- | -------- | ------------ |
| 1     | Tomasz Sikora       | NKS Dynamit Chorzów | 23:11,2  | 0            |
| 2     | Krzysztof Pływaczyk | AZS AE Wałbrzych    | + 1;13,2 | 2            |
| 3     | Grzegorz Bodziana   | AZS AWF Katowice    | + 1:29,9 | 2            |

Datum: 30. März 2005

### Verfolgung – 12,5 km
| Platz | Starter             | Verein              | Zeit     | Schießfehler |
| ----- | ------------------- | ------------------- | -------- | ------------ |
| 1     | Tomasz Sikora       | NKS Dynamit Chorzów | 32:09,3  | 0            |
| 2     | Krzysztof Pływaczyk | AZS AE Wałbrzych    | + 1:44,4 | 1            |
| 3     | Michał Piecha       | AZS AWF Katowice    | + 2:58,6 | 3            |

Datum: 31. März 2005

### Einzel – 20 km
| Platz | Starter             | Verein             | Zeit    | Schießfehler |
| ----- | ------------------- | ------------------ | ------- | ------------ |
| 1     | Wiesław Ziemianin   | BKS WP Kościelisko | 47:41,9 | 2            |
| 2     | Michał Piecha       | AZS AWF Katowice   | + 12,0  | 3            |
| 3     | Krzysztof Pływaczyk | AZS AE Wałbrzych   | + 22,4  | 2            |

Datum: 2. April 2005

## Frauen

### Sprint – 7,5 km
| Platz | Starter            | Verein             | Zeit    | Schießfehler |
| ----- | ------------------ | ------------------ | ------- | ------------ |
| 1     | Magdalena Gwizdoń  | BLKS Żywiec        | 21:59,9 | 2            |
| 2     | Magdalena Nykiel   | MKS Karkonosze     | + 32,3  | 0            |
| 3     | Katarzyna Ponikwia | BKS WP Kościelisko | + 43,0  | 1            |

Datum: 30. März 2005

### Verfolgung – 10 km
| Platz | Starter           | Verein           | Zeit     | Schießfehler |
| ----- | ----------------- | ---------------- | -------- | ------------ |
| 1     | Magdalena Gwizdoń | BLKS Żywiec      | 32:11,2  | 1            |
| 2     | Krystyna Pałka    | AZS AWF Katowice | + 1:57,6 | 1            |
| 3     | Magdalena Nykiel  | MKS Karkonosze   | + 4:26,7 | 5            |

Datum: 31. März 2005

### Einzel – 15 km
| Platz | Starter           | Verein           | Zeit    | Schießfehler |
| ----- | ----------------- | ---------------- | ------- | ------------ |
| 1     | Krystyna Pałka    | AZS AWF Katowice | 43:23,9 | 1            |
| 2     | Magdalena Gwizdoń | BLKS Żywiec      | + 20,2  | 3            |
| 3     | Magdalena Nykiel  | MKS Karkonosze   | + 53,9  | 3            |

Datum: 2. April 2005